# 乱鴉の島
『乱鴉の島』（らんあのしま）は有栖川有栖が2006年に発表した推理小説。作家アリスシリーズの長編7作目である。

## 解説
本作は、作家アリスシリーズ初の「孤島もの」の作品である。
エドガー・アラン・ポーの「大鴉」の詩句、Nevermore の訳「ケシテモウナイ」が幾度となく繰り返され、また同じくポーの「アナベル・リー」のイメージも重なり、全編を通じて寂寥感が漂う作品である。
「週刊文春ミステリーベスト10」2006年5位、「このミステリーがすごい!」2007年19位、「本格ミステリ・ベスト10」2007年版1位。

## あらすじ
下宿の婆ちゃんに勧められて、春休みを利用して息抜きをしようと鳥島まで出かけるはずだった火村英生と有栖川有栖（アリス）だが、鳥と烏を読み間違えたことから、間違って「烏島」と呼ばれる多数の烏が舞い飛ぶ孤島、黒根島に来てしまう。
そこで訪ねた島で1軒だけの人家は、ポーの研究家で詩人の海老原瞬の別荘で、そこには「海老原瞬を囲む会」と称する客人たちが集まっていた。船が港に帰ってしまい迎えの船の手配も付かないことから、歓迎されない中、海老原を初め客人たちの雰囲気に何か秘密めいたものを感じながらも、2人はやむなく別荘に一泊させてもらうことになる。
さらにそこにIT企業「ミダス・ジパング」の社長、ハッシーこと初芝真路が客人の1人である藤井継介に会うため、ヘリコプターで舞い降りてくる。突然の来訪に怒る藤井は初芝を追い返すとともに、火村とアリスにも初芝との同道を勧める。ところが、別荘に連れられて来ていた小学5年生の拓海と鮎がアリスに懐いて寂しがったことから、海老原が翻意して2人を引き止める。さらにはもう一泊するよう勧められた火村とアリスは、その提案を受け入れながらも彼らの態度にますます不可解な思いを強める。
その夜、廃屋に泊まっている初芝に会いに行った火村とアリスは、藤井がクローン技術を人間に応用するプランを発表したことで東帝大学病院から追放されたことを思い出す。2人に会った初芝は、自らが理想とする王国を築くために、最も信頼の置けるパートナーとして自分のクローンを藤井に作ってもらうよう依頼しに来たこと、さらには別荘の客人たちは皆、自分のクローンを作ってもらうために集まったのに違いないと語る。
翌日、火村とアリスが再び初芝を訪ねたところ、別荘の管理人の木崎信司が何者かに撲殺されており、初芝は姿を消していた。さらに別荘の電話線が何者かに切断され、警察を呼ぶこともできない一同は交代で不寝番を立てて夜を明かす。
翌朝、烏が集まっていることに異常を感じた火村がアリスとともに見に行くと、崖下の洞窟内で初芝の無残な死体を発見する。しかも、死亡推定時刻から初芝は木崎よりも先に殺されていたことが判明する。別荘に集う者たちの中に犯人がいることが明らかになるに及んでも秘密を頑なに守ろうとする彼らを前に、火村は一連の事件と海老原たちの秘密の真相を解明しようと推理を試みる。

## 登場人物
- 火村英生 - 英都大学社会学部犯罪社会学専攻の助教授。臨床犯罪学者。
- 有栖川有栖（アリス） - 推理作家。火村の学生時代からの友人。
- 海老原瞬 - 伝説的な象徴詩人、作家、翻訳家、英米文学者。ポー研究の権威。
- 海老原八千代 - 海老原の亡き妻。
- 藤井継介 - 海老原の学生時代からの友人。元・東帝大学病院産科医。クローン技術の研究者。
- 財津壮 - 学習塾講師。
- 市ノ瀬拓海 - 財津の甥、小学5年生。
- 香椎匡明 - 行政書士。
- 香椎季実子 - 香椎の妻。行政書士。
- 小山鮎 - 季実子の姪、小学5年生。
- 中西美祢 - 保育士。
- 水木妥恵 - スクール・カウンセラー。
- 木崎信司 - 別荘の管理人。
- 木崎治美 - 木崎の妻。
- 初芝真路（ハッシー） - ミダス・ジパング社長。

## 参考
作品中で拓海と鮎が読んだというアリスが1冊だけ書いた児童向け作品について、作者のジュブナイル作品『虹果て村の秘密』（2003年）であるとの指摘がある。